# 向都镇
向都镇，是中华人民共和国广西壮族自治区崇左市天等县下辖的一个乡镇级行政单位。

## 行政区划
向都镇下辖以下地区：
中和社区、祥龙村、乐久村、定明村、廷罗村、乐龙村、平尧村、汉洞村、民族村、隆录村、贵合村、美乐村、那坡村和福利村。